# Kiyohara Tama
Kiyohara Tama est un nom japonais traditionnel ; le nom de famille (ou le nom d'école), Kiyohara, précède donc le prénom (ou le nom d'artiste).
Kiyohara Tama (清原 玉, Tokyo, 1861 – 1939), également connue sous les noms Kiyohara Otama (清原 お玉), Eleonora Ragusa (エレオノーラ ラグーザ), ou Ragusa Tama (ラグーザ玉) est une artiste peintre japonaise qui a passé la plupart de sa vie dans la ville de Palerme.
Avec son mari Vincenzo Ragusa, elle a joué un rôle d'intermédiaire culturel entre l'Italie et le Japon.

## Biographie
Kiyohara est née à Shiba, district de Minato. Son père était gardien du temple bouddhique Zōjō-ji. Avant d'entrer dans l'école primaire, elle a commencé à étudier la peinture japonaise.
En 1878, elle a été la première Japonaise à poser pour un artiste européen : à l'âge de 17 ans, elle fut la modèle du sculpteur sicilien Vincenzo Ragusa, qui était professeur de sculpture à Tokyo.

### Palerme
En 1882, à l'âge de 21 ans, elle se rend à Palerme avec sa sœur et son beau-frère, accompagnant Vincenzo Ragusa. Dans la même année, Ragusa ouvre l'Ecole Supérieure des Arts Appliqués (Scuola Superiore d'Arte Applicata).
En 1889, elle épousa Vincenzo Ragusa et prit le nom italien de Eleonora Ragusa.

## Œuvres
Kiyohara a produit de nombreux tableaux et dessins et a également travaillé comme illustrateur reporter pour le tribunal de Palerme et pour la presse.
Ses œuvres qui sont restées en Italie se trouvent en diverses collections privées. La plupart des œuvres au Japon ont été détruites par les bombardements de Tokyo en 1945.

### Peintures
- Ragazze in barca sul lago, huile sur toile, 168 × 250 cm.
- La Notte dll'Ascensione, huile sur toile.
- Peintures murales de la salle à manger de la villa Caruso Valenti à Palerme, 1906-1908.
- Primetemps, 1912.